# 資產管理公司
资产管理公司（英文：Asset management companies，缩写：AMC），凡是主要从事此类业务的机构或组织都可以称为资产管理公司（Asset management companies）。

## 金融资产管理公司

### 历史沿革
1990年代，当时恰逢中華人民共和國从计划经济向市场化经济转型的大变革时期，大量资产出现问题。1999年，中国四大国有银行不良率高达25%，早就达到了破产情况。那时就借鉴美国，先后成立信达、东方、长城和华融资产管理公司，这四大资产管理公司各获得了中国财政部的100亿注资。更震撼的是，当时按照账面价值接收了1.4万亿的不良资产，这笔资产现在看来都是一笔天文数字，可想而知事件对当时的影响。

### 实质
具体来说，银行不得直接将债权转为股权，但国家另有规定除外。银行将债权转为股权，应通过向实施机构转让债权、由实施机构将债权转为对象企业股权的方式实现。换句话说，银行不良资产需经由AMC处理。
资产管理公司（AMC）作为不良资产处置核心参与主体之一，是市场关注焦点。目前中国主要有四大AMC：信达资产、东方资产、长城资产、华融资产，地方持牌AMC正陆续进入不良资产处置市场。

## 行業排名
截至2020年6月30日，以下為全球十大資產管理公司（根據 AUM）：
| 排名 | 資產管理公司                   | Total AUM（US$ Billion） |
| ---- | ------------------------------ | ------------------------ |
| 1    | 貝萊德（BlackRock）            | 7,318                    |
| 2    | 領航投資（The Vanguard Group） | 6,100                    |
| 3    | 瑞銀集團（UBS）                | 3,518                    |
| 4    | 富達投資（Fidelity）           | 3,319                    |
| 5    | 道富公司（State Street）       | 3,054                    |
| 6    | 安聯（Allianz Group）          | 2,350                    |
| 7    | 摩根大通集團（J.P. Morgan）    | 2,511                    |
| 8    | 高盛集團（Goldman Sachs）      | 2,057                    |
| 9    | 紐約梅隆銀行（BNY Mellon）     | 1,961                    |
| 10   | 太平洋投資管理公司（PIMCO）    | 1,920                    |

1. ↑  name="Scorpio Partnership">. https://www.advratings.com/top-asset-management-firms. 5 January 2021  [5 January 2021]. （原始内容存档于2021-05-07）. 外部链接存在于|website= (帮助)